# Réver
Réver Humberto Alves Araújo, dit Réver, est un footballeur international brésilien né le 4 janvier 1985 à Ariranha, au Brésil. Actuellement avec l'Atlético Mineiro, dans le Championnat du Brésil, il évolue au poste de défenseur central.

## Carrière
- 2004-2007 :  Paulista Futebol Clube
- 2007 :  Al-Wahda
- 2008-jan.2010 :  Grêmio Porto Alegre
- jan.2010-2010  :  VfL Wolfsburg
- 2010-actuel :  Clube Atlético Mineiro

## Palmarès
Paulista Futebol Clube
- Vainqueur de la Coupe du Brésil 2005

 Clube Atlético Mineiro
- Vainqueur de la Copa Libertadores en 2013

- Brasileirão :
  - Vainqueur en 2021

 Brésil
- Vainqueur de la Coupe des confédérations en 2013

Distinctions individuelles
- Ballon d'argent brésilien en 2012